# Вовчиця (пісня Олега Винника)
Вовчиця — пісня Олега Винника, що увійшла до україномовного альбому «Роксолана» (2013), але де-факто була випущена як сингл у червні 2013. Вважається однією з найпопулярніших пісень співака. Станом на 2018 рік, відеокліп має більше 15 млн переглядів на YouTube.
Після виходу кліпу на цю пісню, прихильників Винника, більшість з яких складають жінки, стали називати молодими вовчицями.

## Історія створення і реліз
За словами співака, була написана ще у 2011 році та спочатку задумувалась як мультиплікаційний сюжет.
|               | Я уявляв собі казковий мультяшний сюжет: голодну вовчицю, яка дивиться на місяць і думає, що це "паляниця", що вона ось-ось впаде до її ніг, і вовчиця нагодує свою сім'ю. Хотілося з одного боку показати наївне творіння, а з іншого — захований глибокий біль" |
| — Олег Винник | |

В радіопростір пісня вийшла у червні 2013 і в липні, протримавшись 3 тижні, досягла 27 сходинки у офіційному українському чарті TOP 40. На CD пісня вийшла у складі альбому «Роксолана», який був випущений 25 жовтня 2013 року.

## Відеокліп і прихід популярності
Відеокліп на пісню був опублікований на YouTube 10 травня 2016 року. Зйомки проходили в селі Вовчий Закарпатської області. Режисером і оператором кліпу став Олександр Сюткін.
Станом на січень 2019, відео входить до ТОП-50 найпопулярніших україномовних пісень на YouTube.

## Кавери
Французький співак Поль Манандіз переспівав цю пісню рідною мовою.
Євген Галич з гурту O.Torvald заспівав «Вовчицю» у прямому ефірі радіо Люкс FM і був підданий критиці зі сторони фанатів Винника.
Jerry Heil поширила на YouTube своє а капела-попурі з пісень Винника, що включало хіти «Вовчиця» і «Ніно».